# Каслинский чугунный павильон
Касли́нский чугу́нный павильо́н — выставочный павильон, изготовленный на Каслинском заводе по проекту Е. Е. Баумгартена в качестве выставочной витрины Кыштымского горного округа на Всемирной выставке в Париже 1900 года, по итогам которой он был удостоен гран-при по отделу горного дела и металлургии.
Павильон выполнен из чугуна в виде сооружения прямоугольной формы высотой около 5 метров с ажурными элементами на стенах и элементах каркаса. Является всемирно известным произведением каслинского чугунного литья и единственным в мире архитектурным сооружением из чугуна, хранящимся в музейной коллекции. С 1958 года павильон хранится в Екатеринбургском музее изобразительных искусств.

## История
Павильон, построенный для Нижегородской выставки 1896 года

### Предыстория

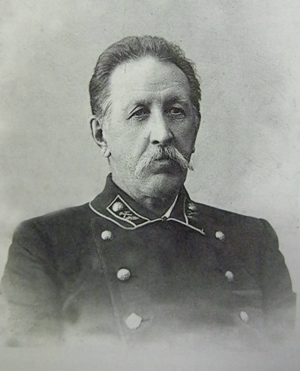
П. М. Карпинский, управляющий Кыштымскими заводами в 1887—1901 годах

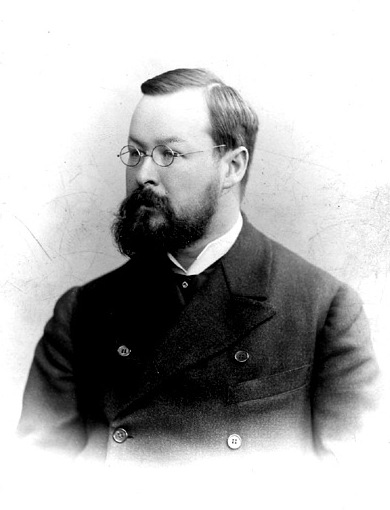
В. Г. Дружинин, соавтор концепции Каслинского павильона

С 1860-х годов изделия мастеров каслинского чугунного литья регулярно демонстрировались на различных всероссийских и международных выставках. Конкуренция на международных мероприятиях была довольно высокой, поэтому организаторы российских экспозиций решили выставлять свои изделия в искусных чугунных павильонах. Первый такой павильон, выполненный по проекту А. И. Ширшова, был показан на Нижегородской выставке 1896 года. Ширшов выполнил эскиз павильона и привёз его в Кыштым, в создании деталей в течение 9 месяцев участвовали около 30 мастеровых, затраты на производство составили 3667 рублей. Павильон был выполнен в виде куба высотой со штандартом около 9 метров с ответвлениями по бокам и украшен чугунным орнаментом. Главный фасад был снабжён колоннами, поддерживавшими антаблемент павильона, углы были увенчаны торшерами. В стенах имелись ниши, в которых располагались литые чугунные скульптуры.
Делегацию Кыштымского горного округа на выставке 1896 года возглавлял управляющий П. М. Карпинский и смотритель Нязепетровского завода В. П. Иваницкий. По итогам выставки экспозиция каслинского чугунного литья получила положительные отзывы, а выставлявшийся павильон стал своеобразным предвестником будущего знаменитого экспоната.
Предполагалось, что павильон, выставлявшийся в Нижнем Новгороде, будет использоваться далее на Всемирной выставке в Париже в 1900 году. Но в 1898 году организаторам уже стало известно о том, что под всю экспозицию продукции Уральских горных заводов в Париже будет отведена общая площадь в 100 квадратных саженей, что делало использование старого павильона площадью 20 квадратных саженей нерациональным. Было принято решение о создании нового более компактного павильона, который в итоге стал самым известным образцом каслинского литья, визитной карточкой Каслинского чугунолитейного завода и вошёл в историю как «каслинский чугунный павильон».

### Парижская выставка 1900 года
После высоких оценок каслинского литья на Нижегородской выставке 1896 года, а также хороших отзывов Д. И. Менделеева по итогам экспедиции 1899 года владельцы Каслинского завода преследовали цель нарастить популярность своей продукции и объёмы продаж. Поэтому было решено провести основательную подготовку к Всемирной выставке в Париже. Каслинский чугунный павильон был спроектирован для этой выставки петербургским художником и архитектором Е. Е. Баумгартеном, победившим в 1898 году в конкурсе эскизных проектов, и должен был стать выставочной витриной заводов Кыштымского горного округа, в состав которых тогда входил Каслинский чугунолитейный завод.
Создание павильона началось в 1898 году, когда Главное правление Уральских заводов получило правительственное письмо с предложением участвовать в выставке. Предпосылкой к этому стало получение каслинскими мастерами золотой медали на Стокгольмской выставке, закончившейся за несколько месяцев до этого. Размещение заказа на проектирование павильона осуществлял В. Г. Дружинин, поверенный по делам заводов своей матери О. П. Дружининой, совладелицы заводов Кыштымского горного округа. Дружинин описал Е. Е. Баумгартену общую архитектурную концепцию будущего павильона — в проектном задании были указаны основные конструктивные параметры, учитывавшие сокращённую выставочную площадь, а также требование максимальной естественной освещённости. Выполнение скульптурных элементов будущей композиции Баумгартен поручил М. Л. Диллон.
В конце 1898 года В. Г. Дружинин прислал проектные чертежи и рисунки Е. Е. Баумгартена в Касли. Сначала рисунки элементов конструкции переносились на дерево и шлифовались, потом по деревянным моделям создавались формы, затем в формы заливался чугун. К лету 1899 года около 3000 чугунных деталей павильона были отлиты на Каслинском заводе. Детали соединялись между собой в крупные блоки, крепившиеся штифтами к деревянным рамам каркаса сооружения. Павильон собирали и разбирали несколько раз, исправляя недочёты и совершенствуя его конструкцию и деревянный помост. На деталях павильона сохранились клейма с именами 16 мастеров-формовщиков: П. Тепляков, Н. Тепляков, А. Мочалин, А. Торокин, В. Агеев, С. Агеев, Ф. Самойлин, П. Самойлин, М. Игнатов, В. Тимофеев, В. Кузнецов, С. Хорошенин, И. Захаров, Г. Пермин и П. Рязанцев. За финальную чеканку и подгонку деталей отвечали чеканщики Ф. Глухов, М. Малов, М. Ахлюстин, П. Козлов и Н. Мягков, за чернение поверхностей — мастер по окраске художественного литья Д. И. Новгородцев. К концу 1899 года основные работы по созданию павильона были завершены.

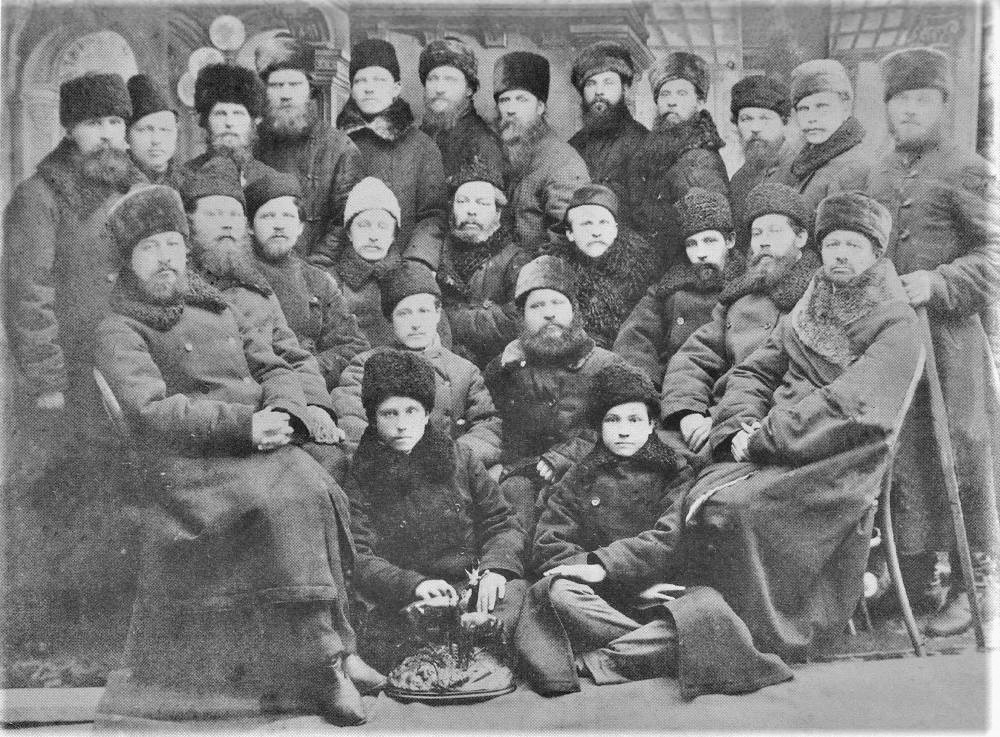
Каслинские мастера по дороге на Парижскую выставку во время остановки в Сарапуле, 1900

В Париж конструкцию привезли в разобранном виде. Из Каслей на выставку отправились 25 мастеров, отвечавших за сборку выставочной витрины горного округа. Прибывший для подготовки к выставке Баумгартен был не удовлетворён внешним видом окрашенного павильона и принял решение покрыть некоторые элементы краской «под бронзу». Для осуществления этого замысла из Петербурга был приглашён преподаватель Петербургского ремесленного училища Б. О. Богач, который изобрёл и использовал для покраски рельефов павильона специальный состав. На выставке павильон экспонировался в здании отдела горного дела и металлургии вместе с чугунной скульптурой «Россия» Н. А. Лаверецкого, отлитой для Нижегородской выставки 1896 года и олицетворявшей женщину-воина в древнерусских доспехах с мечом в руке, которая стояла при входе. На выставке в павильоне экспонировались около 1,5 тысяч лучших образцов литых изделий, в том числе скульптуры, подсвечники, ажурные вазы и тарелки, шкатулки, а также письменные приборы. По данным акционерного общества Кыштымских горных заводов, расходы на экспонирование павильона на выставке в Париже составили 25 548 руб. 69 коп.
В Париже павильон получил самую высокую оценку за качество монументально-декоративного художественного литья — гран-при «Хрустальный глобус» и Большую золотую медаль выставки в классе «Приготовление металлических изделий» в отделе горного дела и металлургии. Президент Франции Эмиль Лубе, посетивший выставку, выразил желание приобрести павильон со всеми экспонатами, включая скульптуру «Россия», за 2 млн рублей. Управляющий кыштымскими заводами П. М. Карпинский согласился на условия покупателей, но отказался продать символизировавшую русскую державу скульптуру: «„Россия“ не продаётся!». В итоге сделка не состоялась, и после окончания выставки павильон разобрали на детали и отправили обратно на Урал, свалив их на заводском дворе как металлолом.

### Передача в музей и реставрация
Долгие годы ящики с деталями павильона пролежали в подвале дома управляющего заводом в Каслях. Обзорные публикации об успехе каслинского литья на выставке быстро прекратились. После революционных событий упоминания о каслинском павильоне в публикациях появились лишь в 1930—1940-х годах. Этому способствовало также возобновление в 1944 году производства художественного литья на Каслинском заводе.
Скульптура «Россия»
В 1921 году директор Каслинского завода Н. Ф. Захаров распорядился переплавить части павильона для выпуска бытовой продукции. Мастера Каслинского завода отправили в Уральский обком письмо с просьбой о сохранении Каслинского павильона как произведения искусства. К тому времени бо́льшая часть деталей павильона была переплавлена. Работники Уральского областного государственного музея также отправили в обком письма в защиту павильона. В 1922 году в музей УОЛЕ с Каслинского завода поступили оставшиеся детали каслинского павильона. В 1927 году в Свердловском областном краеведческом музее экспонировалась сохранившаяся боковая стенка каслинского павильона. В 1936—1937 годах детали павильона были переданы в недавно открытую Свердловскую картинную галерею. Поскольку значительная часть деталей и конструкций павильона была утрачена, памятник искусства нуждался в реставрации.
Уральский учёный-искусствовед Б. В. Павловский изучил архивные документы, посвятил каслинскому литью несколько публикаций. Он также провёл значительное время в научных командировках в Касли, занимался изучением старинных фотографий и описаний павильона. По результатам своих исследований Павловский написал первую в истории монографию, посвящённую каслинскому павильону.
В 1949 году сотрудники Свердловской картинной галереи обратились к руководству Каслинского завода с просьбой о помощи в восстановлении павильона. Работа по восстановлению павильона началась лишь в 1957 году под руководством начальника участка художественного литья С. М. Гилёва и мастера А. Д. Блинова. 13 мая 1957 года в Касли были доставлены 26 ящиков с 529 деталями павильона, 20 мая того же года — ещё 18 ящиков с 348 деталями. Под руководством Гилёва и Блинова были воссозданы по сохранившимся фотографиям недостающие части павильона. Из-за отсутствия исходных чертежей и эскизов в ходе подгонки детали неоднократно переделывались, павильон сначала собирали на Каслинском заводе на деревянном каркасе, а затем в разобранном виде перевезли в Свердловск, где сборка также производилась с использованием деревянных лесов. Скульптура «Россия» также подверглась реставрации — в 1958 году заново были отлиты меч, корона, скипетр и держава. 3 мая 1958 года в одном из залов Свердловской картинной галереи состоялось открытие восстановленного каслинского чугунного павильона.
Размеры зала картинной галереи не позволили установить ажурное навершие, штандарт и гирлянды, украшавшие павильон на выставке в Париже. Доступ для обзора был организован только с двух сторон. В 1985 году Свердловская картинная галерея была реорганизована в Музей изобразительных искусств, которому было выделено новое здание по адресу пер. Воеводина, 5. В центральном зале выделенного корпуса был сооружён гранитный подиум, выдерживающий нагрузку в 20 т. Павильон вновь был разобран и перевезён в новое здание, что позволило смонтировать все декоративные элементы и обеспечить круговой обзор всего сооружения. Открытие экспозиции состоялось 9 июня 1986 года. В июле 1986 года на Каслинском заводе были вновь отлиты ажурные детали навершия и штандарты, установка которых состоялась в августе того же года.
В 2010 году златошвеи Ново-Тихвинского женского монастыря воссоздали исторический облик бархатного балдахина, венчающего центральный вход павильона. Бархат был расшит изображениями торговой марки Кыштымского горного округа.
По состоянию на 2021 год, каслинский чугунный павильон стоит в центре зала чугунного литья Екатеринбургского музея изобразительных искусств на гранитном подиуме вместе со скульптурой Н. А. Лаверецкого «Россия», которая располагается слева от ступеней пьедестала и стоит на дополнительной тумбе.

## Описание
Павильон представляет собой прямоугольное сооружение высотой около 5 метров с ажурными орнаментами на стенах и элементах каркаса. Внутрь ведут три входа: два по центральной оси, оформленные сверху ажурной короной с надписью «Кыштымские горные заводы наследников Расторгуева», и третий вход, расположенный перпендикулярно им и украшенный красным бархатным балдахином на чугунных пиках. Детали окрашены в чёрный цвет и позолочены. Чёрная окраска чугуна контрастирует с красным бархатом. В советское время золочение отсутствовало, его заменял слой бронзовой краски. В 2000 году реставрационные работы по золочению павильона были завершены, и была заново полностью воссоздана идея, предложенная Е. Е. Баумгартеном более века назад.
По высоте павильон делится на три яруса. Нижний ярус имеет минимальное количество орнаментов, служа основой всей конструкции. Средний ярус наиболее насыщен орнаментами и фигурами. Верхний ярус имеет облегчённые рельефы с сетчатыми окнами, обеспечивающие снижение массы конструкций снизу вверх.
Баумгартен с участием Марии Львовны Диллон, отвечавшей за исполнение всех скульптурных фрагментов, соединил в проекте павильона древнерусские, скандинавские, византийские и венецианские мотивы, заимствуя их образы из «Сборника византийских и древнерусских орнаментов, собранных и рисованных князем Г. Г. Гагариным» и монографии Н. Ф. Лоренца «Орнамент всех времён и стилей». М. Л. Диллон создала фигуры птиц Сирина и Алконоста, сказочных героев, размещённых в среднем ярусе павильона, драконов в верхних углах павильона. В работе над фигурами драконов она использовала рисунок хрустальной чаши с ручкой в виде дракона, выставлявшейся на Всемирной выставке 1878 года и опубликованной в вышедшем в 1880 году в Штутгарте сборнике «Декоративные фигуры и вазы».
Образы для горельефов вещих женщин-птиц были заимствованы из картины В. М. Васнецова «Сирин и Алконост. Вещие птицы. Песни Радости и Печали». Таким образом в проекте павильона персонажи древнерусских сказаний были объединены с мотивами средневекового западного искусства и элементами декора эпохи Ренессанса. По мнению искусствоведов, «убранство павильона весьма эклектично, но не утомляет своей насыщенностью элементами, взятыми из разных культурных традиций, и способствует тому авторский замысел и определённая лаконичность цветового решения».

## В культуре
- Балет К. А. Кацман «Каслинский павильон», 1967. Либретто А. П. Поличкина[63].

## Галерея

Нижний и средний ярусы
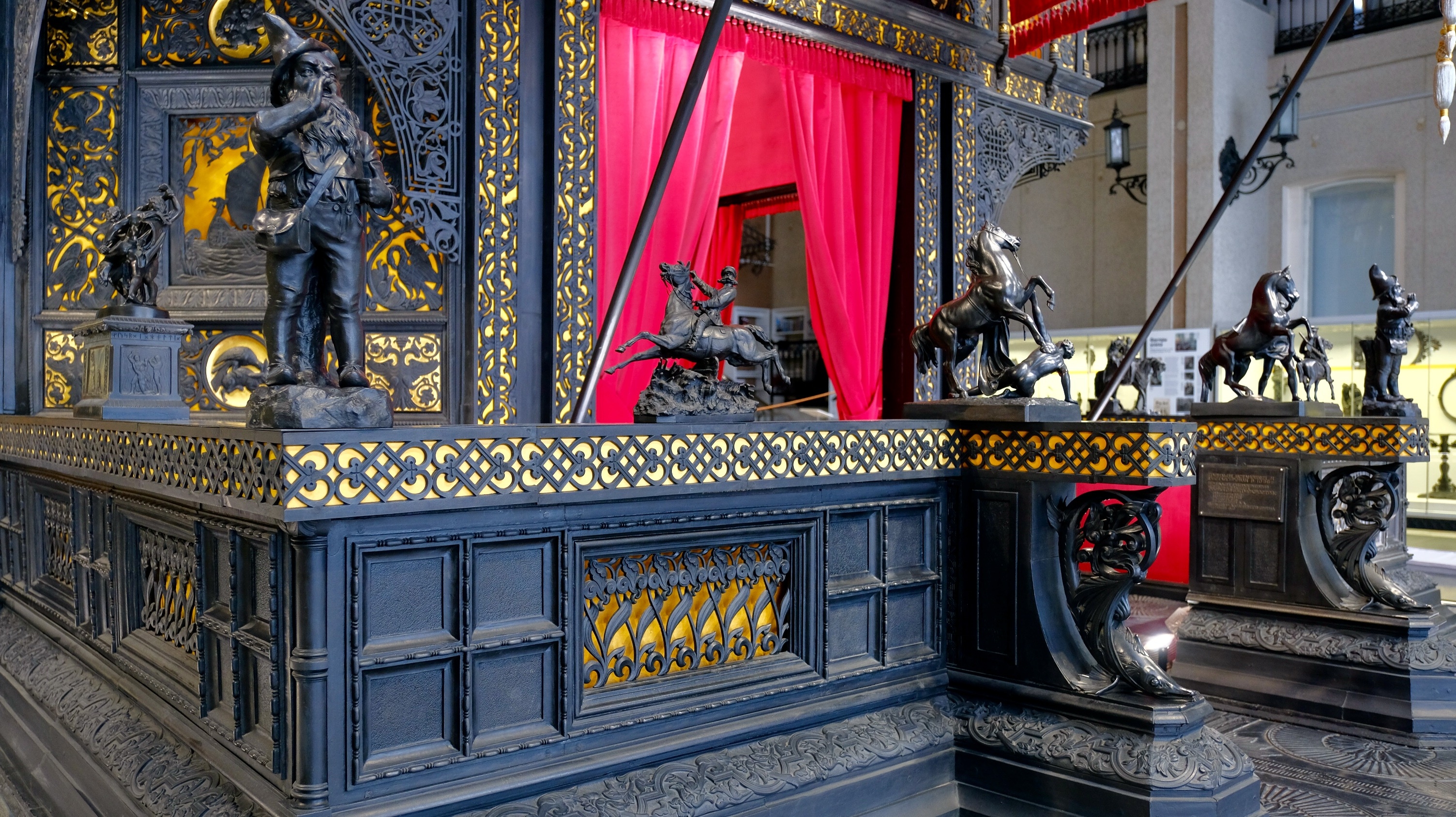
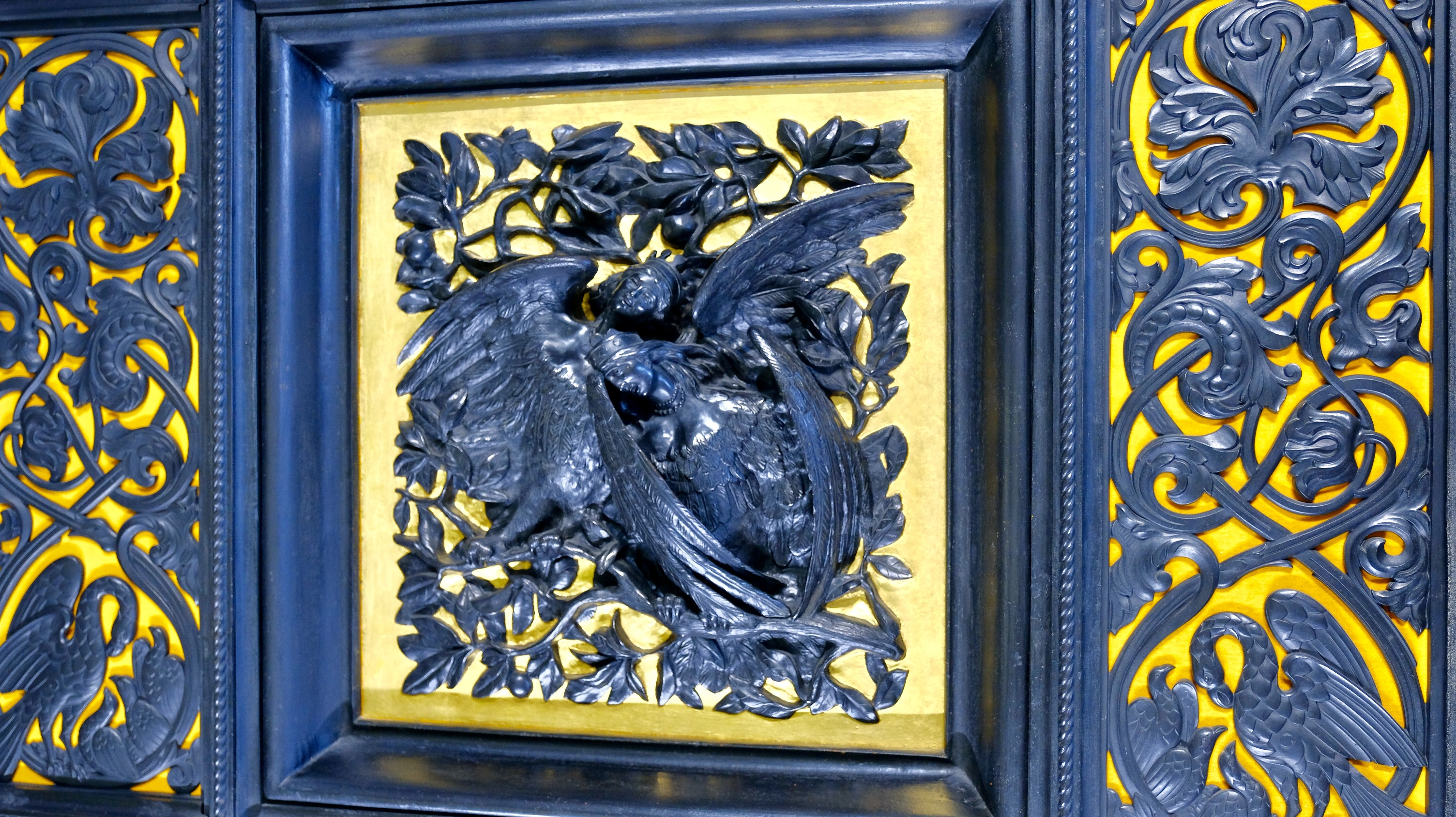
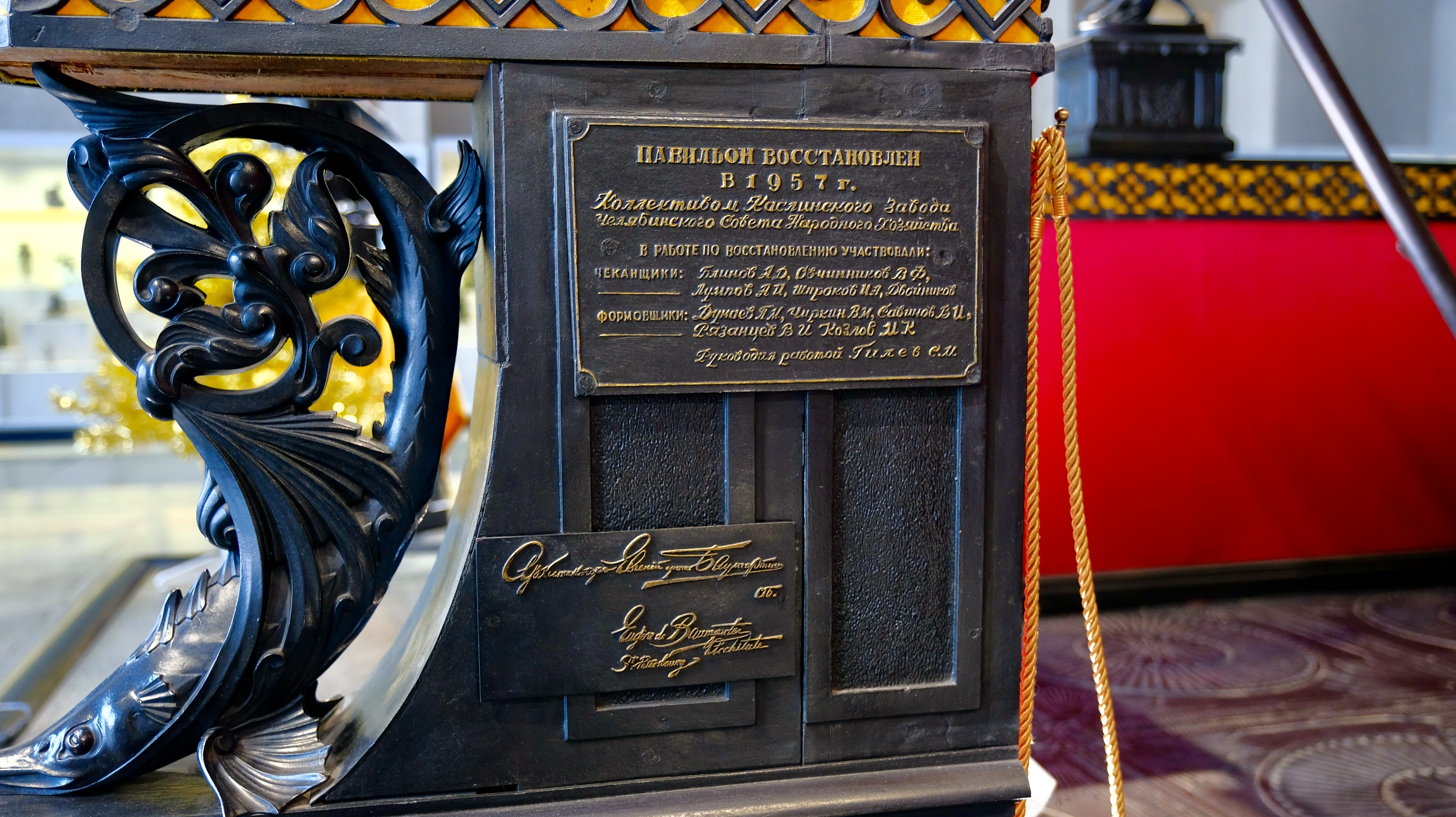
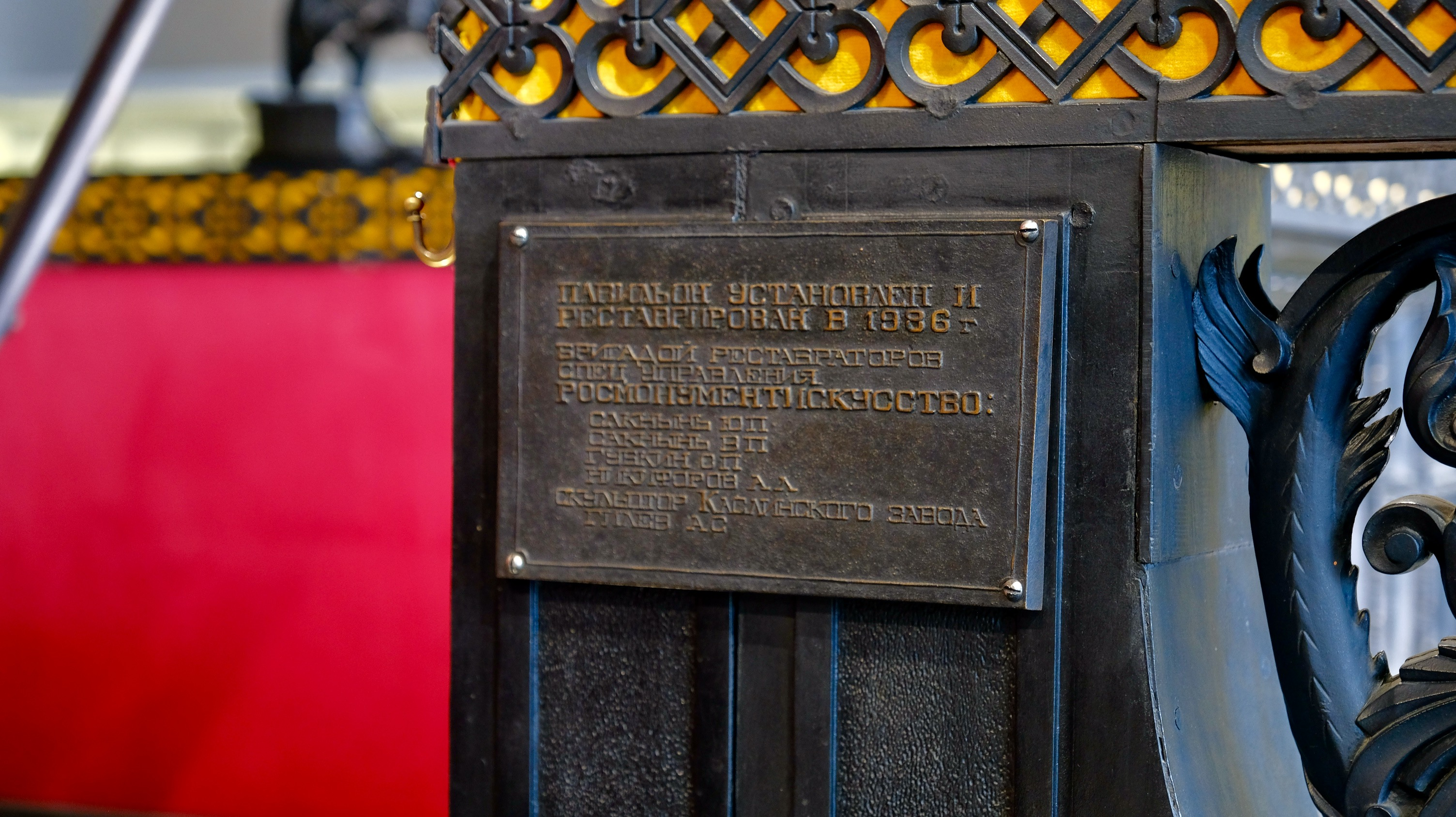

Верхний ярус
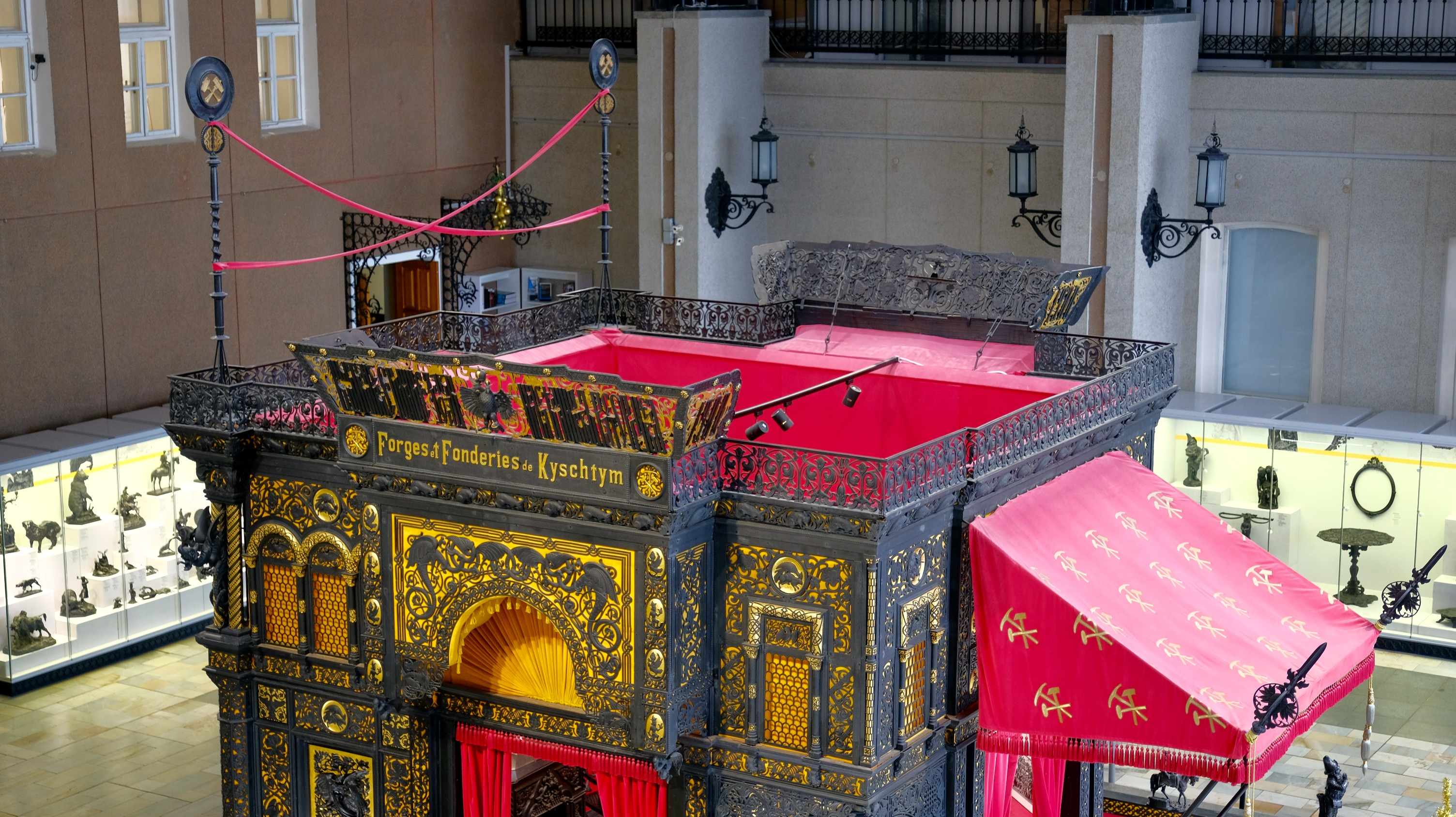
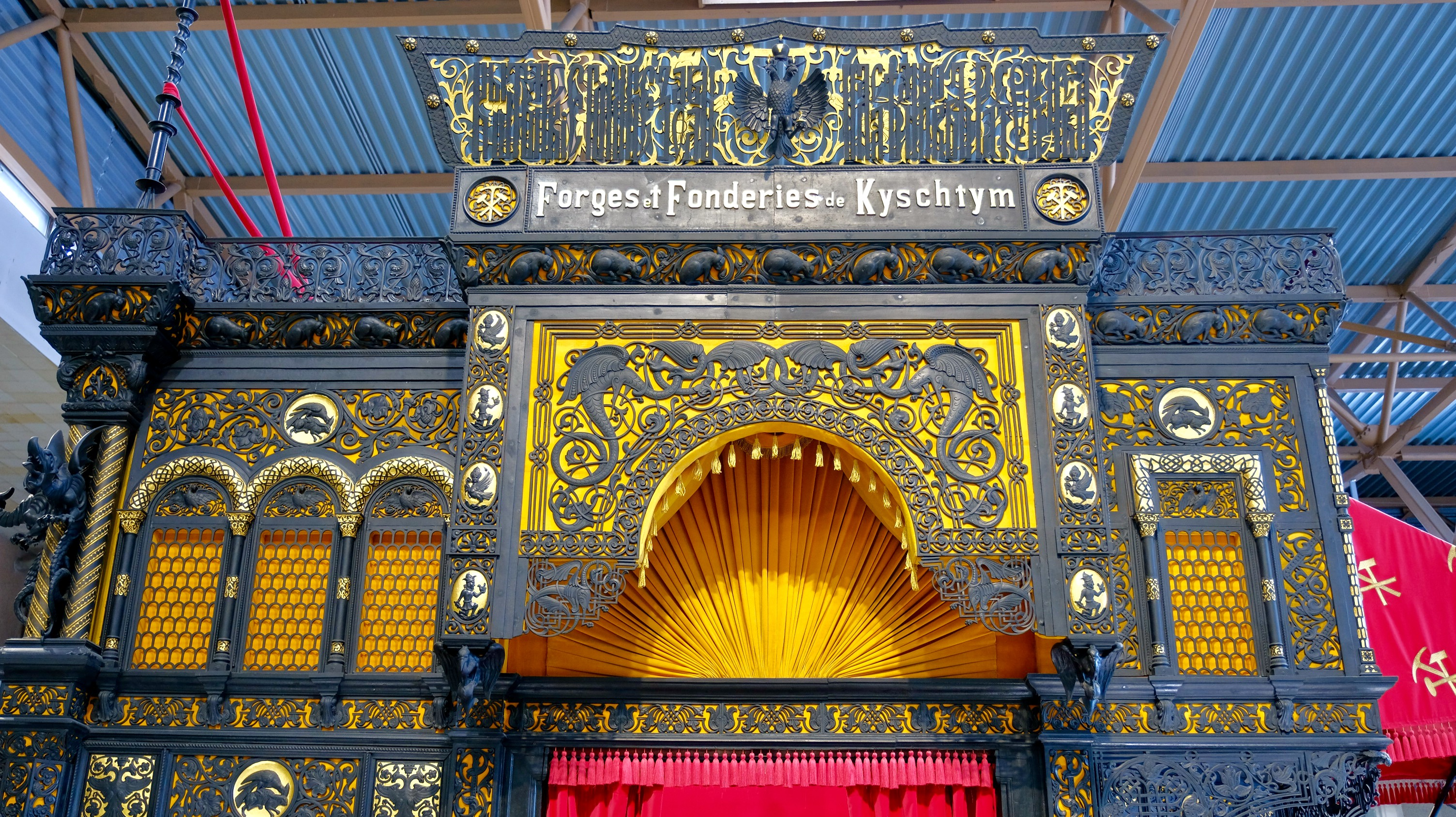
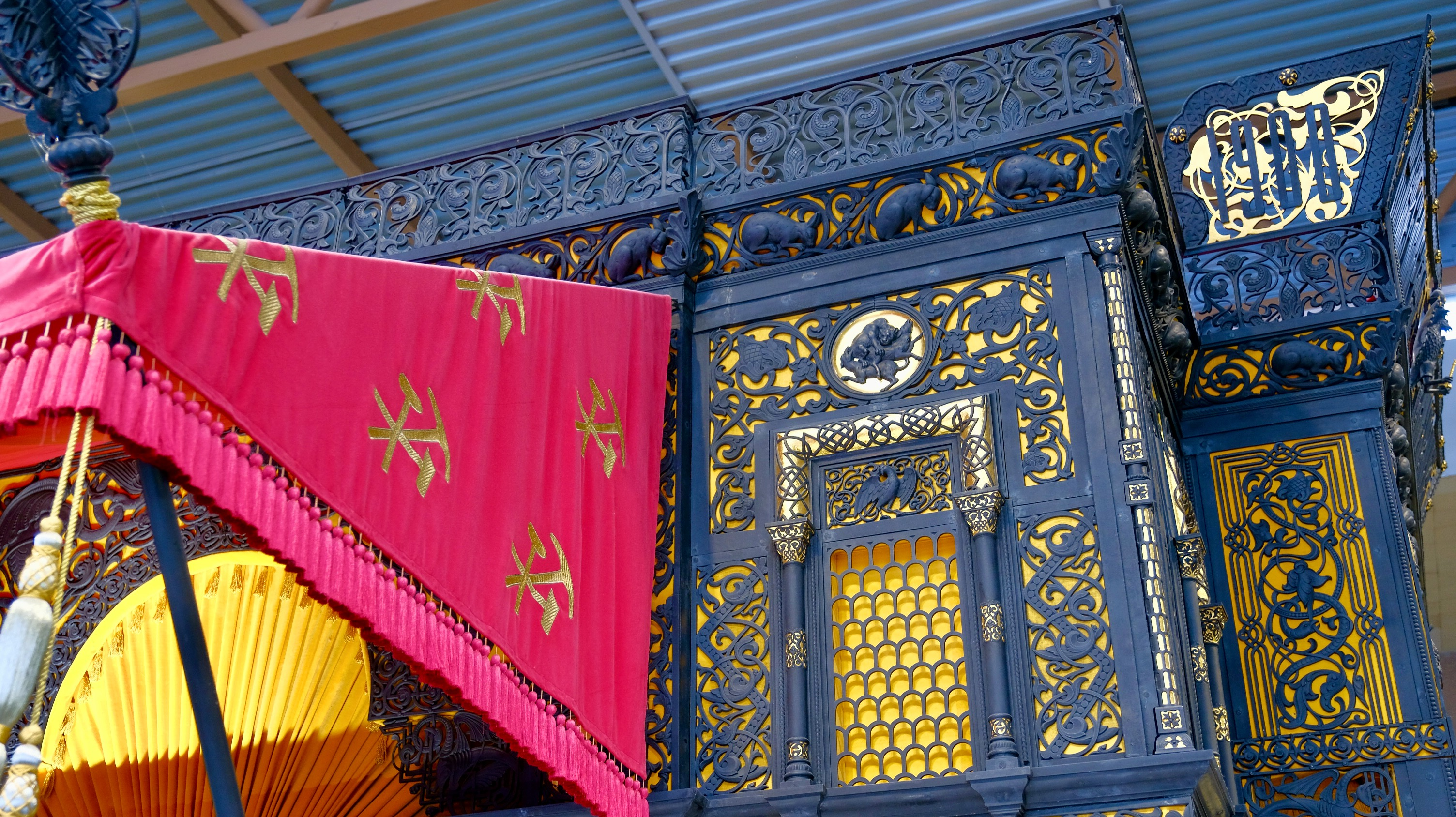
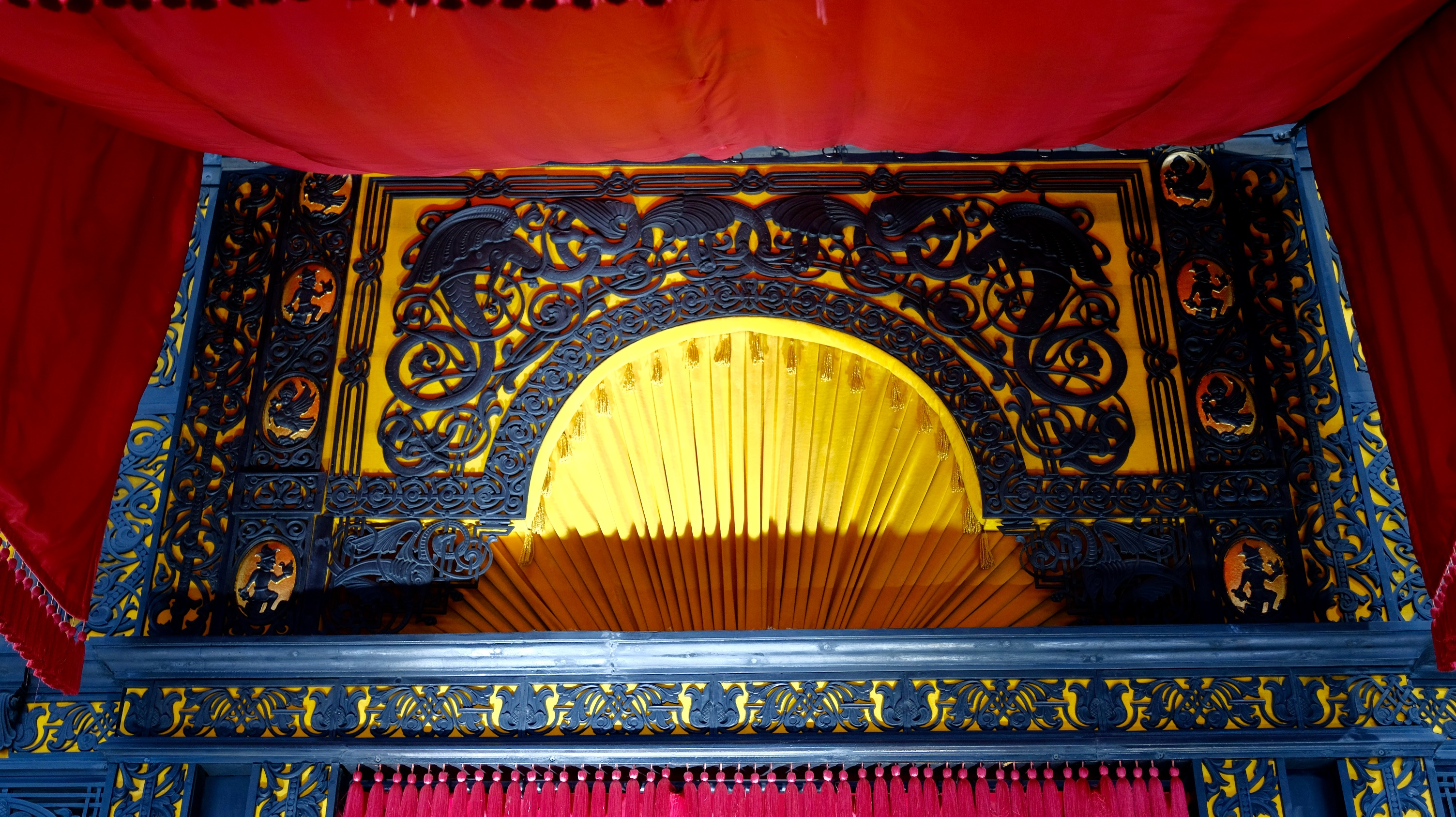

Общие виды
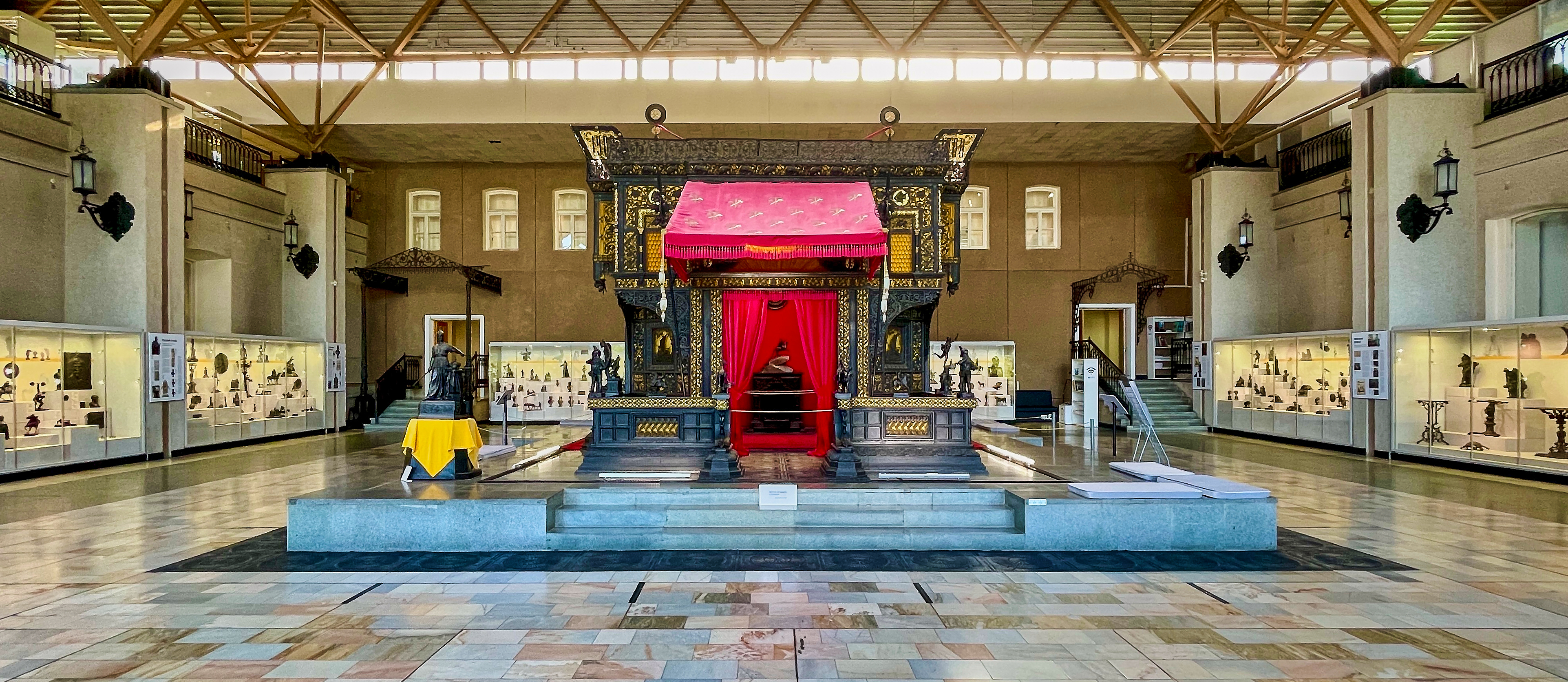
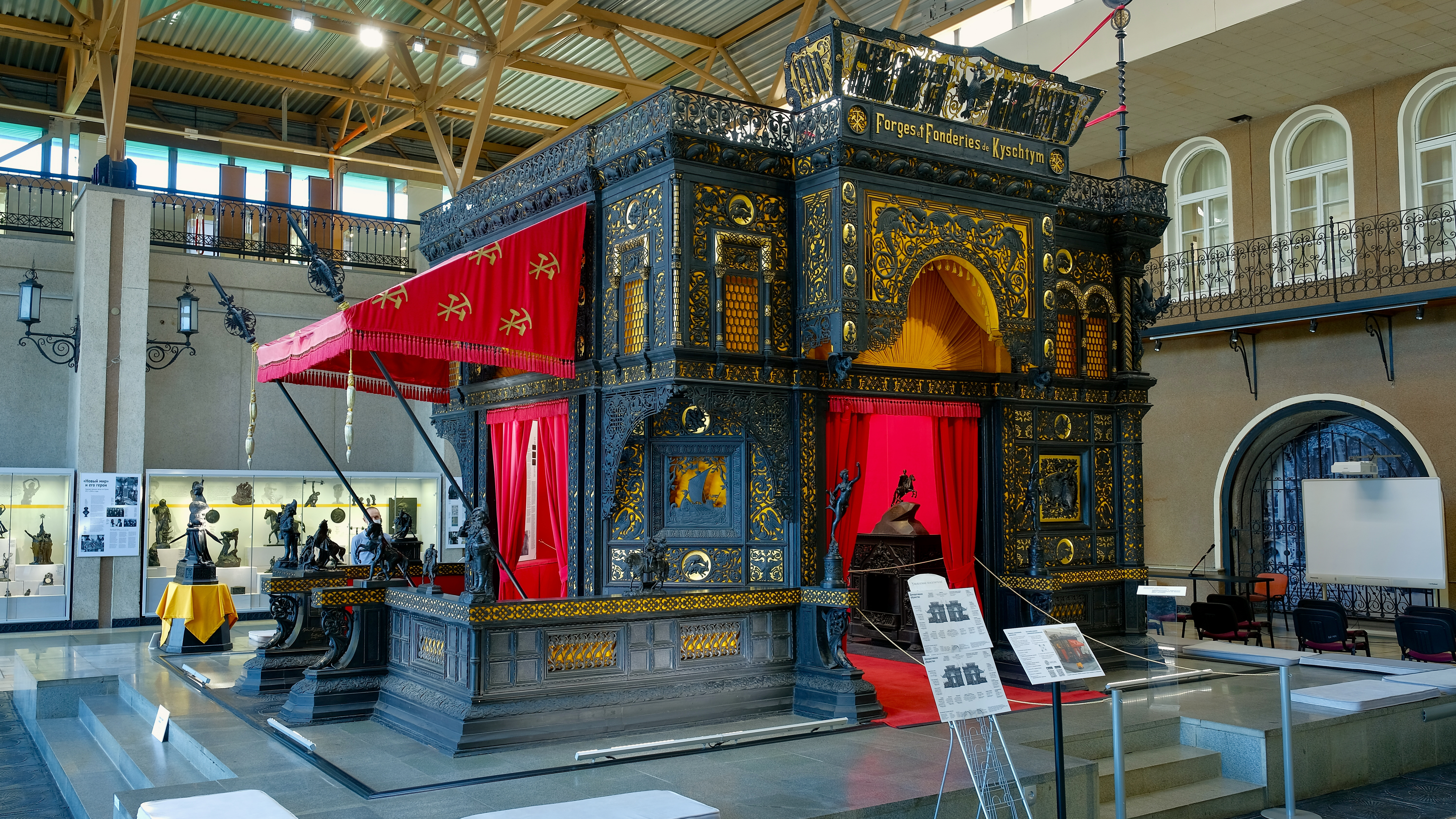
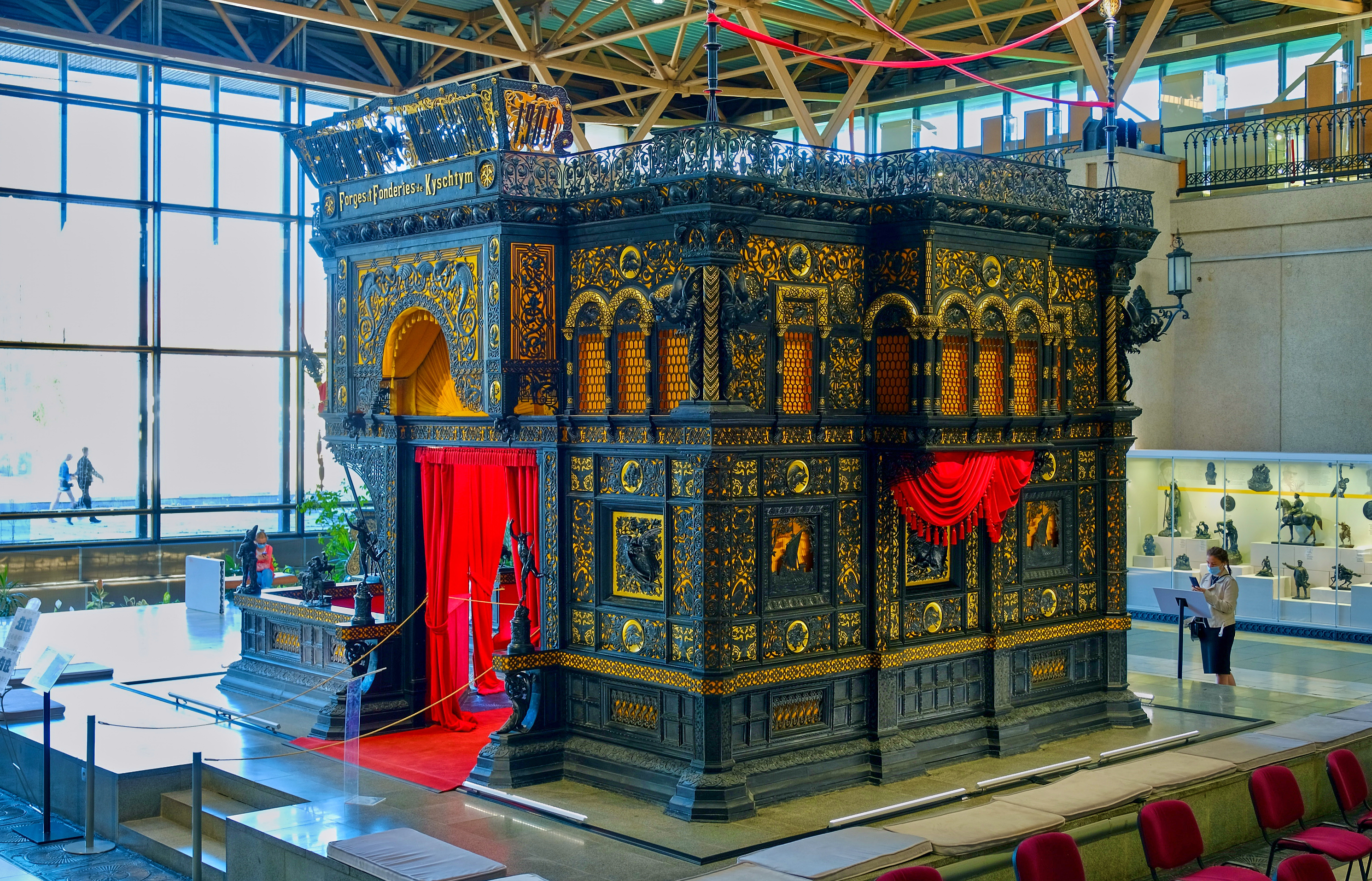
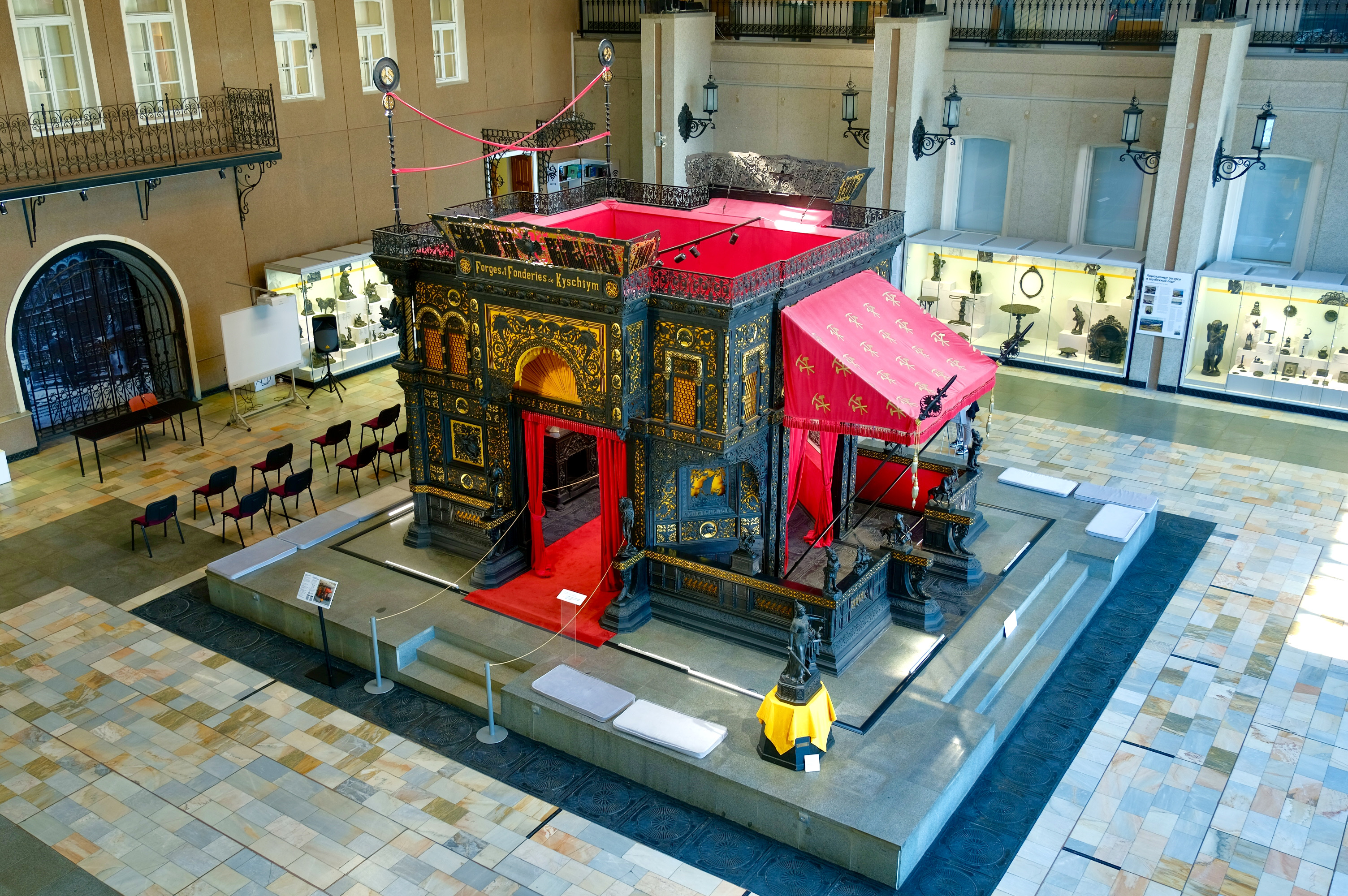
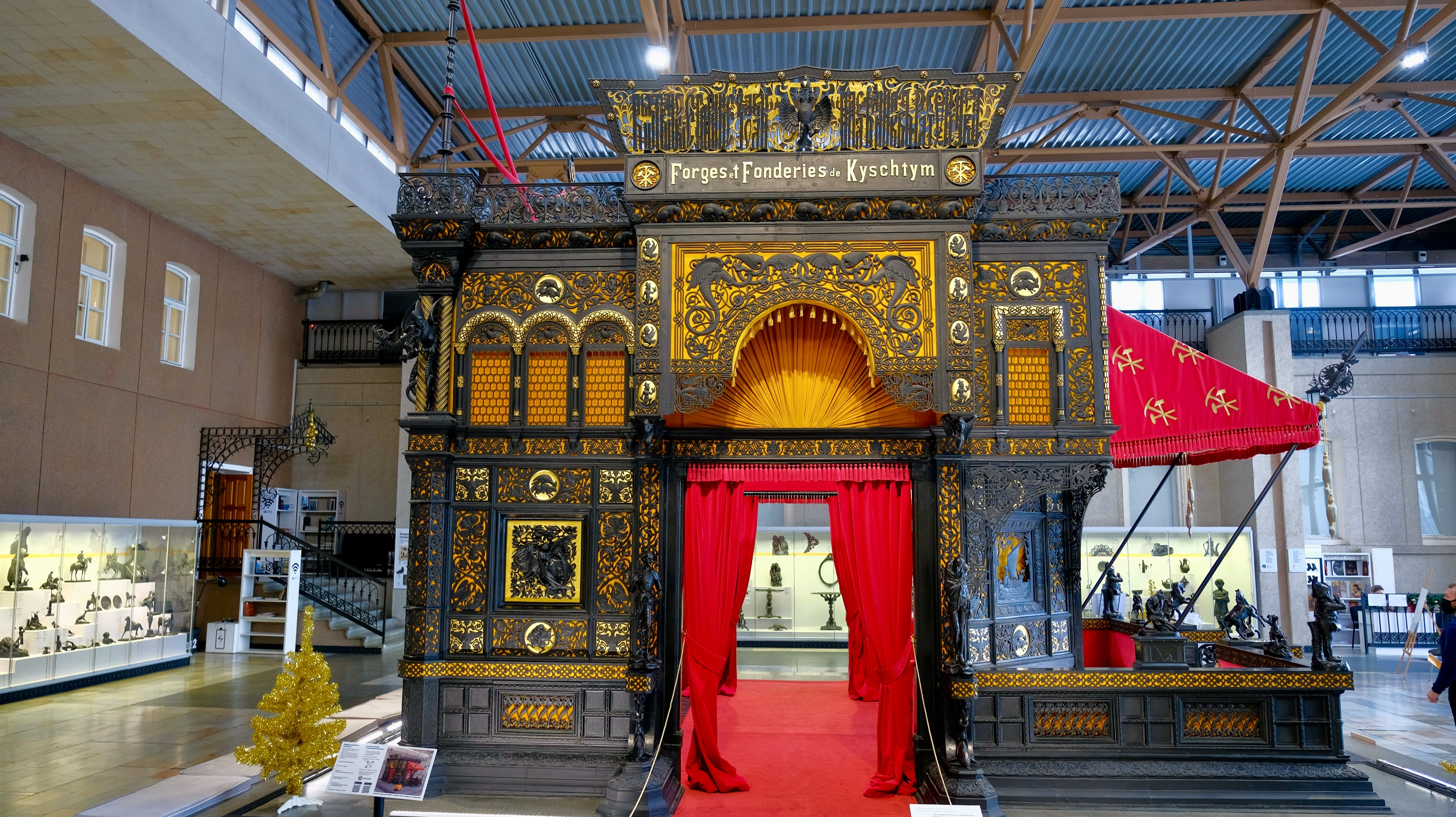